# Karolinin pramen
Karolinin pramen je pramen minerální vody v Mariánských Lázních. Má poměrně vyšší obsah hořčíku (poměr vápníku a hořčíku je 2:5), a proto se používá při různých urologických onemocnění a při léčbě ledvinových kamenů.

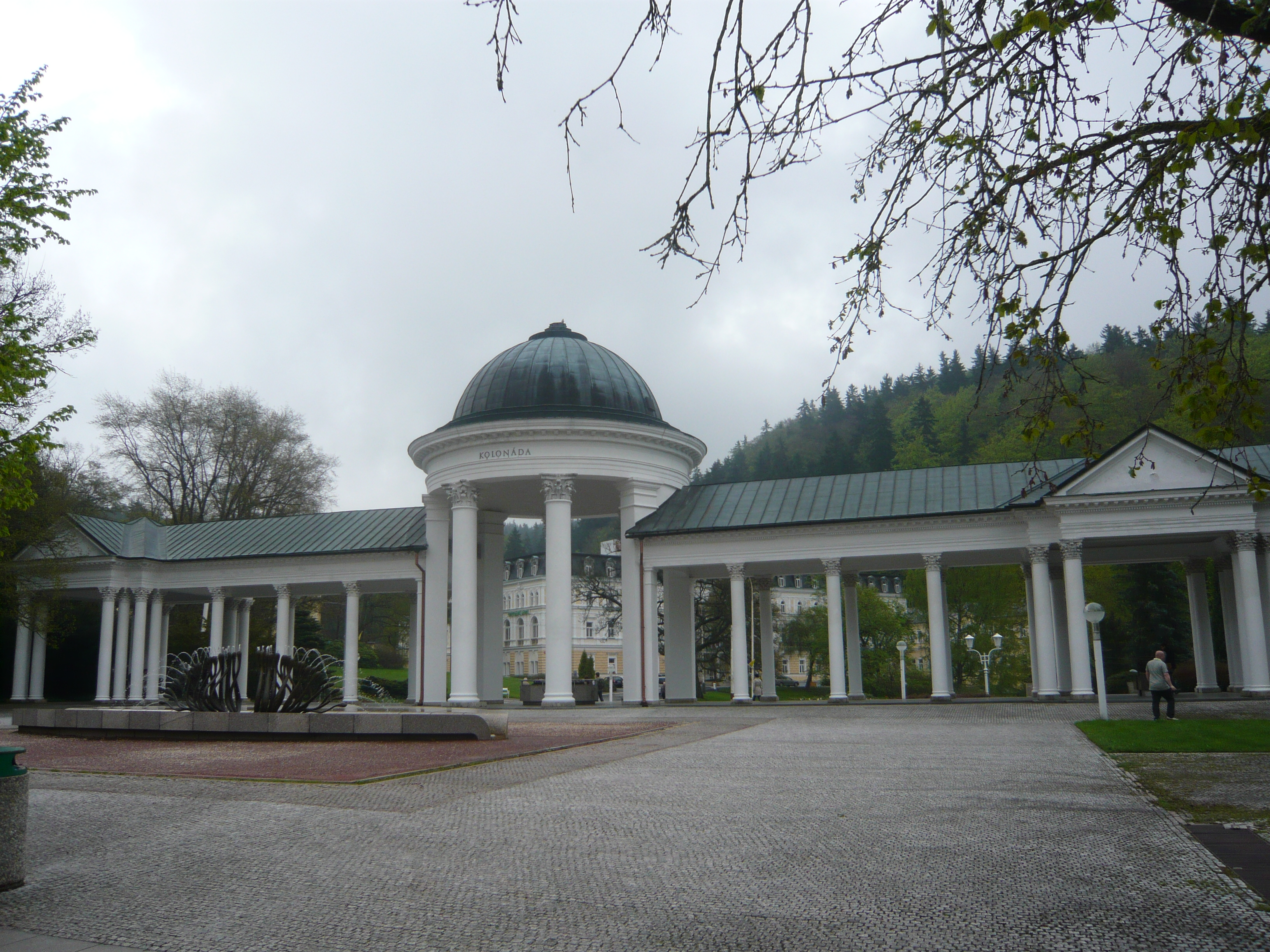
Karolinin pramen

Nachází se v lázeňském centru Mariánských Lázní v pavilónu pod kostelem Nanebevzetí Panny Marie, na konci promenády vedoucí od Křížového pramene. Vyvěrá ve Skalníkových sadech při Reitenbergově ulici.
Otevírací doba: Volně přístupný.

## Využití
Při onemocněních urologických, nefrologických, vhodné i pro doplnění magnezia. Doporučován při svalové únavě, bolesti pohybového aparátu (vysoký obsah hořčíku, diuretické účinky). Vzhledem k příznivému poměru vápníku a hořčíku je vhodný při léčbě močových kamenů.

## Historie
Byl objeven roku 1809 a dříve se voda pila přímo u vývěru. Po rekonstrukcích potrubí byl tento pramen vyveden až na kolonádu Rudolfova pramene – dnešní kolonáda Karolinina a Rudolfova pramene. Několik let po objevení, roku 1811 byl kruhový pavilon zastřešen kopulí a osmi korintskými sloupy. Nejčastěji jako autor uváděn Josef Esch.
Novou podobu získala kolonáda v roce 1823, velmi podobnou původní verzi. V roce 1870 sem byl z Úšovic přiveden potrubím Ferdinandův pramen. Dvě křídla se 24 sloupy se zbudovala až při rekonstrukci v roce 1872. V letech 1888–89 prošla kolonáda rekonstrukcí stavitelem Johannem Königem podle vídeňských architektů Miksche a Niedzielského. Novobarokní litinová konstrukce byla tehdy vyrobena v blanenských strojírnách.
Když byl přiveden v roce 1912 i Rudolfův pramen, tak Karolinin byl na nějakou dobu zrušen a jímán v protějších lázeňských budovách pouze ke koupelím. Obnoven byl na své kolonádě až ing. dr. Benno Winterem v letech 1929–30. Během další rekonstrukce probíhající od roku 1975 byla postavena totožná kolonáda, ale o 20 metrů blíže k hlavní kolonádě Maxima Gorkého. Po nějaké době byla původní kolonáda zbořena. Po rozsáhlé rekonstrukci kolonády i celé promenády mezi Křížovým a Karolininým pramenem se slavnostní otevření konalo v roce 1981. Kolonáda ve své dnešní podobě byla otevřena v roce 1992 a k dispozici jsou zde dva prameny – Karolinin a Rudolfův.
Karolinin pramen se původně nazýval Nový. Roku 1817 byl pojmenován na počest manželky císaře Františka I., císařovny Karoliny Augusty.